# Adrienne Houghton
Adrienne Eliza Houghton, z domu Bailon (ur. 24 października 1983 w Nowym Jorku) – amerykańska aktorka i piosenkarka.

## Życiorys
Adrienne Bailon wychowywała się z pochodzącą z Portoryko mamą Nildą, pochodzącym z Ekwadoru tatą Freddiem i ojczymem Joe. Bailon ma o trzy lata starszą siostrę Claudette. Kiedy były młodsze, ona i jej siostra śpiewały przed rodziną i przyjaciółmi w domu. Od dzieciństwa planowały, że w przyszłości zajmą się muzyką.
Przełomową datą w jej karierze był rok 1999. Śpiewała w chórze w Madison Square Garden, kiedy pojawił się tam Ricky Martin. Powiedział, że cztery najlepsze wokalistki z chóru zaśpiewają w chórku na jego wieczornym koncercie. Adrienne Bailon znalazła się w tej czwórce. Drugim ważnym momentem jej kariery było dołączenie do zespołu 3LW, razem z Naturi Naughton i Kiely Williams. Ich debiutancki album 3LW wydany w 2000 roku osiągnął status platynowej płyty. Bailon była również członkiem grupy Cheetah Girls. W 2009 rozpoczęła solową karierę muzyczną.
Debiutem aktorskim Bailon był występ w jednym odcinku serialu Taina (2001). Pierwszą główną rolę zagrała w filmie Dziewczyny Cheetah (2003), a po raz pierwszy na dużym ekranie wystąpiła w 2005 w filmie Trener.
11 listopada 2016, po niecałym roku znajomości, poślubiła muzyka Israela Houghtona.

## Filmografia
- 2001: Taina, jako Gia
- 2003: Dziewczyny Cheetah (The Cheetah Girls), jako Chanel Simmons
- 2003–2004: Świat Raven (That's So Raven), jako Alana
- 2005: Trener (Coach Carter), jako Dominique
- 2005: Taylor Made, jako Madison Santos
- 2005: Chłopięca przyjaźń (Buffalo Dreams), jako Domino
- 2006: All You've Got, jako Gabby Espinoza
- 2006: Dziewczyny Cheetah 2 (The Cheetah Girls 2), jako Chanel Simmons
- 2008: Cuttin Da Mustard, jako Erma
- 2008: Stowarzyszenie wędrujących dżinsów 2 (The Sisterhood of the Traveling Pants 2), jako dziewczyna
- 2008: Dziewczyny Cheetah: Jeden świat (The Cheetah Girls: One World), jako Chanel Simmons
- 2008–2011: Z kamerą u Kardashianów (Keeping Up with the Kardashians), jako ona sama
- 2011: Kourtney i Kim jadą do Nowego Jorku (Kourtney and Kim Take New York), jako ona sama
- 2012: I'm in Love with a Church Girl, jako Vanessa Leon
- 2013: Lovestruck: The Musical, jako Noelle